# Cala de Portinatx
Cala de Portinatx är en ort i Spanien.   Den ligger i regionen Balearerna, i den östra delen av landet, 500 km öster om huvudstaden Madrid. Cala de Portinatx ligger 29 meter över havet och antalet invånare är 554. Den ligger på ön Ibiza.
Terrängen runt Cala de Portinatx är lite kuperad. Havet är nära Cala de Portinatx norrut. Runt Cala de Portinatx är det ganska tätbefolkat, med 83 invånare per kvadratkilometer. Närmaste större samhälle är Santa Eulària des Riu, 13,8 km söder om Cala de Portinatx. 